# مهدی میرصمدزاده
مهدی میرصمدزاده (زاده ۱۳۱۸ - درگذشت 
۱۰ اردیبهشت ۱۳۸۶) کارگردان اهل ایران بود. وی فارغ‌التحصیل رشتهٔ کارگردانی ایدک (I.D.H.E.C.) فرانسه می‌باشد. میرصمدزاده فیلمسازی را در هنگام اقامتش در فرانسه با ساخت فیلم‌های کوتاهی مانند «جوانی مقدس» و «دفاع از نفس» شروع کرد. در سال ۱۳۳۷ به ایران بازگشت و ابتدا به فعالیت در استودیو گلستان مشغول شد. سپس به وزارت فرهنگ و هنر پیوست. در ابتدا فیلمهای خبری و مستند می‌ساخت و فعالیت سینمای حرفه‌ای را از سال ۱۳۳۹ با کارگردانی و تدوین (با همکاری قاسم آقاسی) فیلم ماجرای جنگل آغاز کرد در زمستان ۱۳۴۱ با مشارکت ایرج قادری و موسی افشار شرکت سینمایی پانوراما را تأسیس کرد. از سال ۱۳۵۱ نیز به فعالیت در تلویزیون مشغول شد و در سال ۱۳۵۹ به فرانسه مهاجرت کرد.

## فیلم‌های سینمایی
- ماجرای جنگل (۱۳۳۹)
- تار عنکبوت (۱۳۴۲)
- بن‌بست (۱۳۴۳)
- مأمور دو جانبه (۱۳۴۵)
- پنجه آهنین (۱۳۴۷)
- معجزه (۱۳۴۶)
- آژیر خطر (۱۳۴۹)
- پهلوان در قرن اتم (۱۳۵۰)
- رضا چلچله (۱۳۵۰)
- ماجرای یک دزد (۱۳۵۰)
- حسن دینامیت (۱۳۵۱)

## نویسندگی
- تار عنکبوت (۱۳۴۲)
- معجزه (۱۳۴۶)

## فیلم‌های کوتاه
- آر.سی.دی. آ
- در قلمرو میترا
- معماری و سکونت
- ایران عصر صنعت
- برنزهای لرستان
- ستون شکسته (با همکاری هوشنگ شفتی)